# Air Affaires Gabon

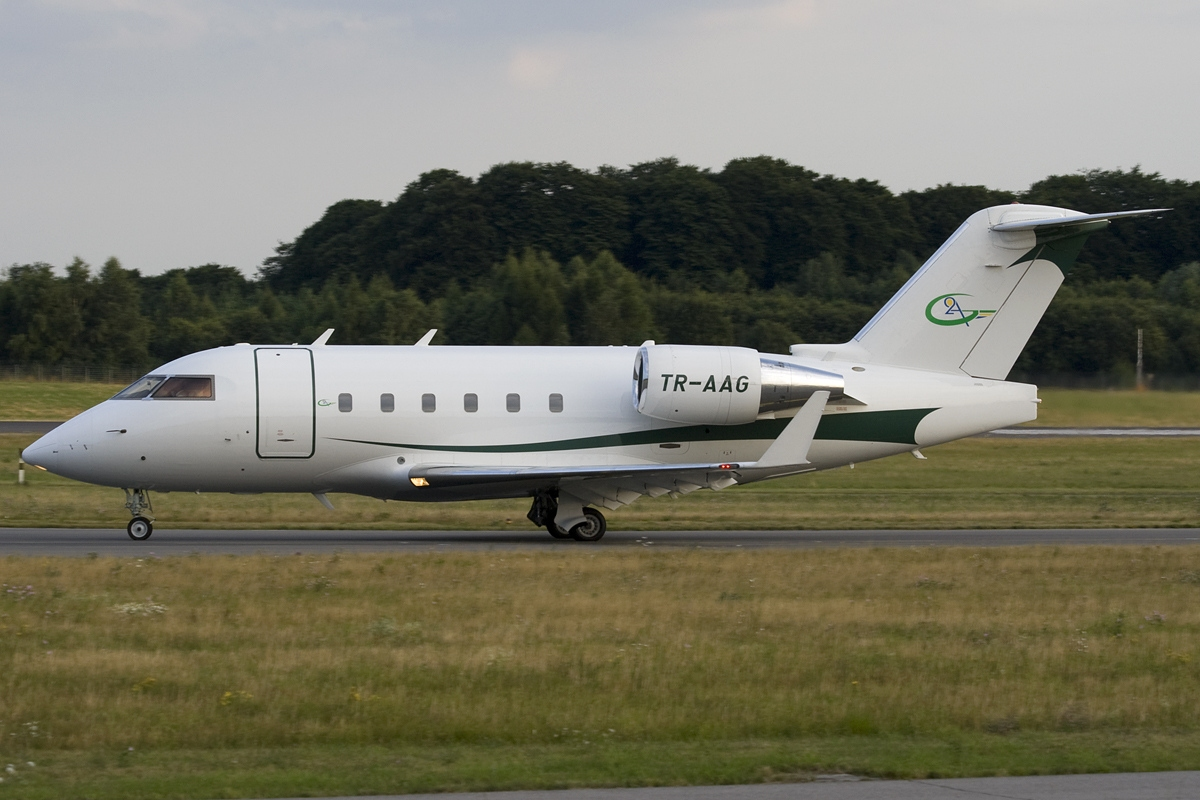
Canadair CL-600-2B16 Challenger 601-3A d'Air Affaires Gabon à l'aéroport de Luxembourg-Findel

Air Affaires Gabon est une compagnie gabonaise de transport à la demande et de travail aérien.

## Historique
Air Affaires Gabon est fondée à Libreville en 1975 par M. Raymond Bellanger, entrepreneur de travaux publics français installé au Gabon et pilote privé. Disposant d'un monomoteur Beech Bonanza, de deux Beech Baron, d'un Beech Queen Air et du Beech KingAir E90, l'entreprise devait assurer la représentation au Gabon des avions Beechcraft au travers d'un accord avec Transair France et assurer du transport à la demande dans le pays.
2AG a progressivement étendu son activité aux évacuations sanitaires, au transport de fret avec en particulier l'acquisition d'un Transall C160, puis à l'exploitation régulière d'une ligne aérienne entre Libreville et Franceville avec un Fairchild F-27A. Une activité hélicoptère a également été développée. 
Mise en liquidation en 1996, Air Affaires Gabon fusionne avec Gabon Air Transport pour former Nouvelle Air Affaires Gabon » (« SN2AG »). Après réorganisation, les activités cargo et hélicoptère ont été abandonnées, SN2AG se recentrant sur le transport à la demande de passagers, les évacuations sanitaires, la maintenance aéronautique et l'assistance aéroportuaire.
Sa flotte se compose de 1 Fokker-100, 1 Challenger CL-601, 2 Beech-1900D, 1 Dash-8-300, 1 Cessna C208B Caravan.

## Code
- OACI NVS

## Avions utilisés
- Beech King Air
- Beech Queen Air
- Beech Baron
- Beech Bonanza
- Embraer EMB-110 Bandeirante
- Fokker F27
- Fokker F100
- Douglas DC-4
- Transall C160G
- Learjet 24
- Learjet 35
- Alouette II
- Alouette III
- Lama
- Beechjet 400A
- Hawker 600, Hawker 700, Hawker 800
- Cessna 208B Grand Caravan
- Beech 1900D
- Bombardier Challenger 601.